# Valentin (papež)
Valentin (??, Řím – 9./10. října 827) byl papežem od srpna 827 až do své smrti.

## Život
Byl stým papežem. Jeho pontifikát trval pouze dva měsíce.